# HMS Victoria (1887)
El HMS Victoria fue un acorazado pre-dreadnought de la clase Victoria de la Marina Real Británica. El 22 de junio de 1893, colisionó contra el HMS Camperdown cerca de Trípoli (Líbano) durante unas maniobras y se hundió rápidamente, causando la muerte de 358 miembros de su tripulación, incluido el comandante de la Flota Británica del Mediterráneo, el vicealmirante Sir George Tryon. Uno de los supervivientes fue el oficial ejecutivo John Jellicoe, más tarde comandante en jefe de la Gran Flota Británica en la batalla de Jutlandia en la Primera Guerra Mundial.
Su pecio es de los pocos del mundo (junto con otros como el del Rusalka) que se encuentra en posición vertical y no horizontal.

## Hundimiento

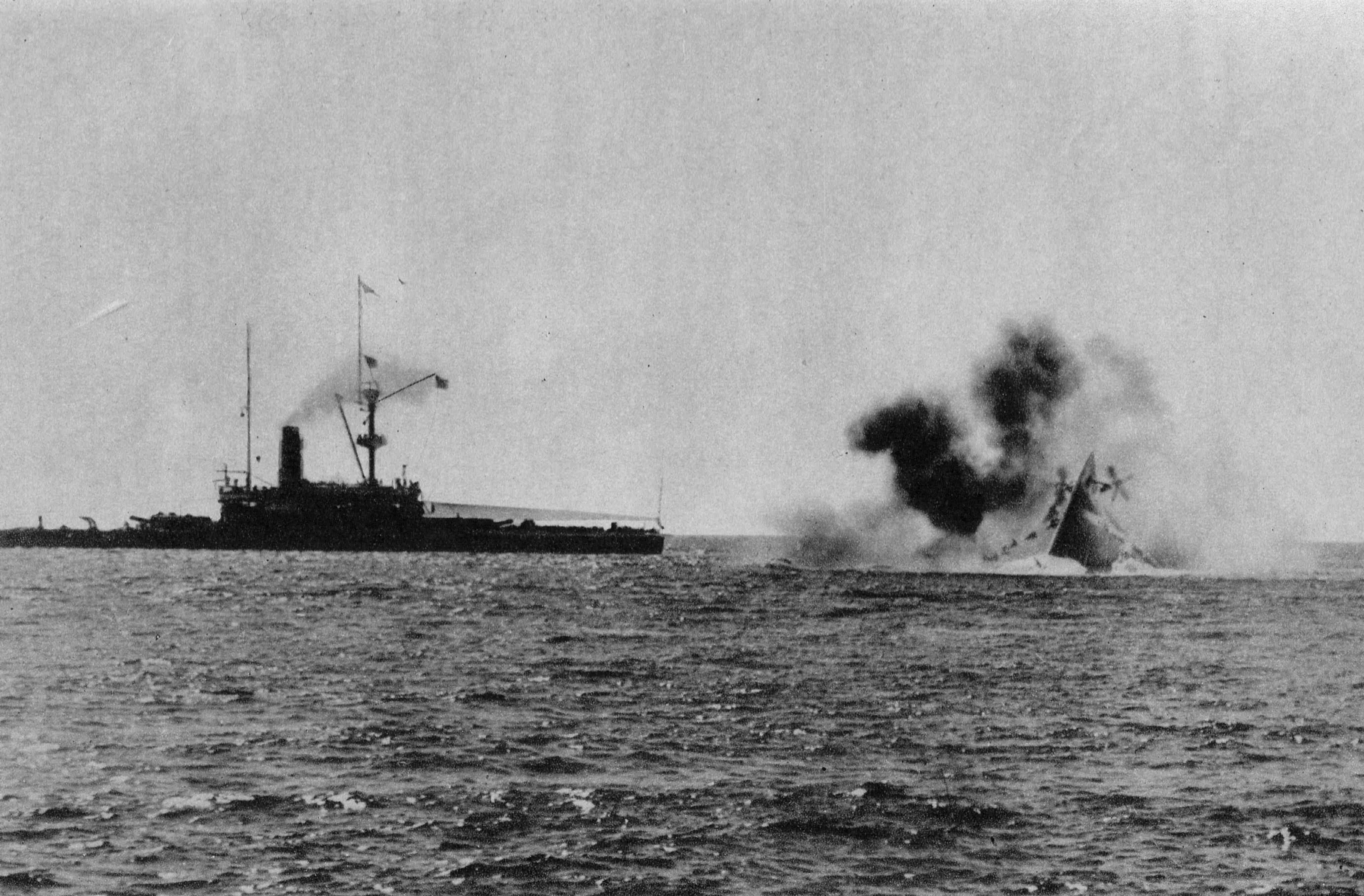
El HMS Victoria hundiéndose tras colisionar con el HMS Camperdown durante unos ejercicios en el Mediterráneo. El otro barco en la imagen es el HMS Nile.

El 22 de junio de 1893, el Victoria dirigía los ejercicios anuales de la Flota del Mediterráneo en el Mediterráneo Oriental. El buque estaba a la cabeza de una división de buques, mientras que a 1.200 yardas a estribor se encontraba una segunda división de cinco buques liderada por el HMS Camperdown. 
El almirante Tryon ordenó una maniobra en la que cada buque debía virar, uno tras otro en formación, para dirigirse en dirección opuesta. Sin embargo, con los buques a sólo 1200 yardas (1097 m) de distancia, y un radio de giro mínimo estimado de al menos 1200 yd (1097 m), el Victoria, el primer buque en virar, fue alcanzado por el espolón blindado del Camperdown mientras giraba, causando daños masivos al buque. Finalmente, el Victoria se hundió en aproximadamente 15 minutos, con 358 miembros de la tripulación, incluido el almirante Tryon, muertos.

## Pecio
Después de una búsqueda que duró diez años, los restos del pecio del naufragio fueron descubiertos el 22 de agosto de 2004 a 140 metros (460 pies) de profundidad por el buzo libanés-austriaco Christian Francis, ayudado por el buzo británico Mark Ellyatt. Está en posición vertical con la proa y unos 30 metros de su longitud enterrados en el barro con la popa apuntando directamente hacia la superficie. Esta posición no es única entre los naufragios como se pensó inicialmente, ya que el monitor ruso Rusalka también descansa así. Se cree que la posición inusual de este pecio se debió a la pesada torreta delantera que contenía el armamento principal junto con las hélices aún girando e impulsando el naufragio hacia abajo.